# مکانیک روتی
مکانیک روتی (انگلیسی: Routhian mechanics) که گاهی اوقات به عنوان «مکانیک مختلط» نیز شناخته می‌شود، در واقع یک چارچوب ریاضی است که به ما اجازه می‌دهد تا از مزایای هر دو فرمول‌بندی لاگرانژی و همیلتونی در یک سامانه واحد بهره‌برداری کنیم. این امر به ویژه در سامانه‌های پیچیده که ترکیبی از مختصات چرخه‌ای (مختصاتی که صریحاً در لاگرانژی ظاهر نمی‌شوند) و غیر چرخه‌ای دارند، بسیار مفید است.
برای درک بهتر این موضوع، یک سازوکارفیزیکی مانند یک آونگ کروی را در نظر بگیرید. این سازوکار دارای دو درجه آزادی است: زاویه قطبی θ و زاویه azimuthal φ. اگر پاندول آزادانه در حال چرخش باشد، زاویه azimuthal φ یک مختصات چرخه‌ای خواهد بود زیرا لاگرانژی سازوکار به آن بستگی ندارد. در این حالت، می‌توانیم با استفاده از مکانیک روتی، معادلات حرکت را ساده کنیم. با انجام یک تبدیل لژاندر جزئی روی تکانه مزدوج φ، یک روتیَن بدست می‌آوریم که فقط به θ و تکانه مزدوج آن بستگی دارد. این امر به ما امکان می‌دهد تا معادلات حرکت را برای θ به شکل مشابه معادلات همیلتون بدست آوریم، در حالی که معادله حرکت برای φ به شکل مشابه معادلات لاگرانژ باقی می‌ماند.
یکی دیگر از مزایای مکانیک روتی این است که می‌تواند به ما در شناسایی و بهره‌برداری از تقارن‌های موجود در یک سامانه کمک کند. از آنجایی که مختصات چرخه‌ای با کمیت‌های پایسته مرتبط هستند، مکانیک روتی می‌تواند به ما در یافتن این کمیت‌های پایسته و استفاده از آن‌ها برای ساده‌سازی معادلات حرکت کمک کند.
اگرچه مکانیک روتی یک ابزار قدرتمند است، اما به دلیل پیچیدگی‌های ریاضی آن، به اندازه مکانیک لاگرانژی یا همیلتونی به‌طور گسترده مورد استفاده قرار نمی‌گیرد. با این حال، در برخی زمینه‌های خاص مانند مکانیک آسمانی و دینامیک سیستم‌های چند جسمی، که در آن‌ها سامانه‌ها اغلب دارای تقارن‌های متعدد هستند، مکانیک روتی می‌تواند بسیار مفید باشد.